# Maïwenn
Maïwenn Le Besco (Les Lilas, 17 aprile 1976) è un'attrice, regista e sceneggiatrice francese.

## Biografia
Proveniente da una famiglia di artisti, il padre, Patrick Le Besco, è bretone di origine vietnamita, mentre la madre è l'attrice franco algerina Catherine Belkhodja. Anche i suoi fratelli e sorelle Jowan Le Besco, Isild Le Besco, Léonor Graser e Kolia Litscher fanno gli attori. Inizia a comparire sul palcoscenico del Conservatorio sotto la direzione di Aurélien Recoing. È notata da Antoine Vitez che le offre un ruolo in Hippolyte de Garnier al Teatro nazionale di Chaillot. Recita poi al teatro Bobino sotto la direzione di Daniel Mesguich prima di partecipare a un dramma di Marivaux e a un altro di Kafka, Le terrier (La tana), tutti due diretti da Frédéric Keppler.
Il regista Jean-Loup Hubert le offre il suo primo ruolo cinematografico in L'Année prochaine si tout va bien (1981) con Isabelle Adjani, Thierry Lhermitte e Marie-Anne Chazel. Sotto la direzione di Jean Becker recita nel ruolo di Isabelle Adjani bambina in L'estate assassina (1983) con Michel Galabru. Francis Girod le affida il ruolo di protagonista femminile in Lacenaire (1990) con Daniel Auteuil, mentre Hervé Palud le offre il ruolo principale in La Gamine (1992) con Johnny Hallyday. Negli Stati Uniti interpreta la diva de Il quinto elemento (1997), poi si cimenta in un ruolo nell'horror Alta tensione (2003) di Alexandre Aja con Cécile de France, e interpreta il ruolo della giovane cantante cinica nel film  Le Courage d'aimer di Claude Lelouch.
In televisione recita in due film, Un Noël de Maigret e Double Face, poi nella serie televisiva La famille Ramdane. Scrive per il teatro Il cece, una commedia che interpreta da sola al teatro Café de la Gare, sotto la direzione del regista Orazio Massaro, che ne assume la riorganizzazione drammaturgica e la messa in scena. Proseguendo la sua attività di sceneggiatrice, scrive il suo primo cortometraggio I'm an actrice (2004), interpretato dalla figlia Shanna. Nel 2005 Maïwenn crea la società di produzione MAI.

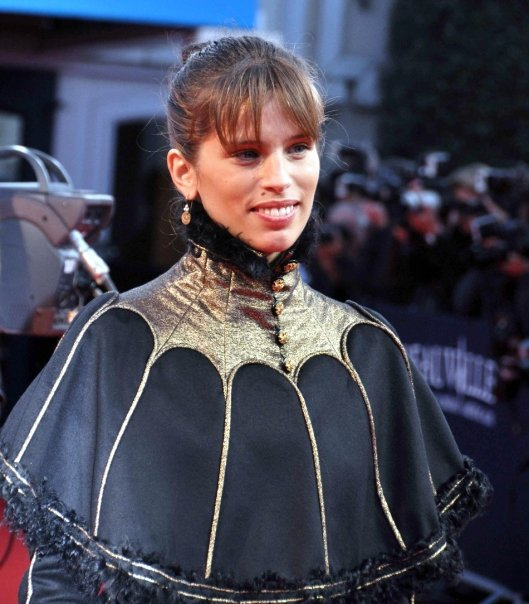
Maïwenn al Festival del cinema americano di Deauville nel 2009

Maïwenn scrive, produce e realizza il suo primo lungometraggio, Pardonnez-moi, uscito in Francia nel novembre 2006, in cui ha il ruolo principale: è il racconto autobiografico di una ragazza che si ribella contro il padre che la picchiava quando era piccola. Per questo film ottiene due candidature ai Premi César, per la migliore opera prima e per la miglior promessa femminile. Nel 2011 vince il premio della giuria al Festival di Cannes con la sua terza opera da regista, Polisse. Nell'estate del 2022 gira il film biografico storico su Marie-Jeanne Bécu du Barry con lei stessa protagonista, Johnny Depp nei panni di Luigi XV di Francia, Pierre Richard e Noemie Lvovsky. Il film, intitolato Jeanne du Barry - La favorita del re, è stato selezionato come film d'apertura della 76ª edizione del Festival di Cannes ed è uscito nei cinema francesi il 16 maggio 2023, mentre nelle sale italiane è arrivato il 30 agosto dello stesso anno.

## Vita privata
A causa del suo pessimo rapporto con i suoi genitori, ha deciso di non usare il suo cognome nelle sue attività professionali e di essere accreditata solo con il suo nome nei titoli di coda dei film.
Maïwenn ha incontrato il regista Luc Besson quando lei aveva 12 anni e lui 29, e hanno iniziato a frequentarsi quando lei aveva 15 anni. Nel gennaio 1993, all'età di 16 anni, ha dato alla luce la loro figlia Shanna. Sugli extra del DVD per il film del 1994 Léon, Maïwenn ha detto che il film è basato sulla sua relazione con Besson. Aveva 20 anni all'inizio delle riprese de Il quinto elemento, durante le quali Besson l'ha lasciata per la star del film, Milla Jovovich.
Nel 2004 Maïwenn ha avuto un figlio, Diego, con Jean-Yves Le Fur, il suo secondo ex marito, uno sviluppatore immobiliare morto il 2 aprile 2024.

## Filmografia

### Attrice

#### Lungometraggi
- L'Année prochaine si tout va bien, regia di Jean-Loup Hubert (1981)
- L'estate assassina (L'Été meurtrier), regia di Jean Becker (1983)
- L'État de grâce, regia di Jacques Rouffio (1986)
- Cinématon nº 944, regia di Gérard Courant (1987)
- L'Autre nuit, regia di Jean-Pierre Limosin (1988)
- Lacenaire, regia di Francis Girod (1990)
- La Gamine, regia di Hervé Palud (1992)
- Léon, regia di Luc Besson (1994)
- Il quinto elemento (Le Cinquième Élément), regia di Luc Besson (1996)
- La Mécanique des femmes, regia di Jérôme de Missolz (2000)
- Osmose, regia di Raphaël Fejtö (2004)
- Alta tensione (Haute Tension), regia di Alexandre Aja (2003)
- Le Genre humain, première partie: Les Parisiens, regia di Claude Lelouch (2004)
- Le Courage d'aimer, regia di Claude Lelouch (2005)
- Pardonnez-moi, regia di Maïwenn (2006)
- Le Bal des actrices, regia di Maïwenn (2009)
- Polisse, regia di Maïwenn (2011)
- Télé gaucho, regia di Michel Leclerc (2012)
- L'amour est un crime parfait, regia di Arnaud Larrieu e Jean-Marie Larrieu (2014)
- Il prezzo del successo (Le Prix du succès), regia di Teddy Lussi-Modeste (2017)
- All Inclusive, regia di Fabien Onteniente (2019)
- Sœurs, regia di Yamina Benguigui (2020)
- DNA - Le radici dell'amore (ADN), regia di Maïwenn (2020)
- The Man in the Hat, regia di John-Paul Davidson e Stephen Warbeck (2020)
- Tralala, regia di Arnaud e Jean-Marie Larrieu (2021)
- Les Miens, regia di Roschdy Zem (2022)
- Jeanne du Barry - La favorita del re (Jeanne du Barry), regia di Maïwenn (2023)
- Colpo di dadi (Un coup de dés), regia di Yvan Attal  (2023)

#### Cortometraggi
- Keskidi?, regia di Manuel Pouet (1998)
- Coquillettes, regia di Joséphine Flasseur (1998)
- Le Marquis, regia di Gilles Paquet-Brenner (2000)
- 8, rue Charlot, regia di Bruno Garcia (2001)
- I'm an actrice, regia di Maïwenn (2004)
- Star Stuff, regia di Grégory Hervelin (2005)

#### Televisione
- Cinéma 16 – serial TV, 1 puntata (1983)
- Les Enquêtes du commissaire Maigret – serie TV, episodio 17x04 (1983)
- Double Face, regia di Serge Leroy – film TV (1984)
- La Famille Ramdam – serie TV, episodi sconosciuti (1990)
- L'Oiseau rare, regia di Didier Albert – film TV (2001)
- Nestor Burma – serie TV, episodio 7x01 (2002)
- Caméra Café – serial TV, 1 puntata (2002)
- Nox – miniserie TV, 6 puntate (2017)

#### Videoclip
- Promises – The Cranberries (1999)

### Regista
- I'm an actrice – cortometraggio (2004)
- Pardonnez-moi (2006)
- Le Bal des actrices (2009)
- Polisse (2011)
- Mon roi - Il mio re (Mon roi) (2015)
- DNA - Le radici dell'amore (ADN) (2020)
- Jeanne du Barry - La favorita del re (Jeanne du Barry) (2023)

### Sceneggiatrice
- I'm an actrice, regia di Maïwenn – cortometraggio (2004)
- Pardonnez-moi, regia di Maïwenn (2006)
- Le Bal des actrices, regia di Maïwenn (2009)
- Polisse, regia di Maïwenn (2011)
- Mon roi - Il mio re (Mon roi), regia di Maïwenn (2015)
- Paris, etc. – serie TV, 12 episodi (2017)
- Chanson douce, regia di Lucie Borleteau (2019)
- DNA - Le radici dell'amore (ADN), regia di Maïwenn (2020)
- Les Miens, regia di Roschdy Zem (2022)
- Jeanne du Barry - La favorita del re (Jeanne du Barry), regia di Maïwenn (2023)

### Produttrice
- Pardonnez-moi, regia di Maïwenn (2006)

## Teatro
- Le Pois chiche, regia di Orazio Massaro. Café de la Gare di Parigi (2003)

## Riconoscimenti
- Festival di Cannes
  - 2011 – Premio della giuria per Polisse
  - 2011 – In concorso per la Palma d'oro con Polisse
  - 2015 – In concorso per la Palma d'oro con Mon roi - Il mio re
- Premio César
  - 2007 – Candidatura alla migliore promessa femminile per Pardonnez-moi
  - 2012 – Candidatura alla miglior regista per Polisse
  - 2012 – Candidatura alla migliore sceneggiatura originale per Polisse
  - 2016 – Candidatura alla miglior regista per Mon roi - Il mio re
  - 2021 – Candidatura alla miglior regista per DNA - Le radici dell'amore
- Premio Lumière
  - 2012 – Miglior regista per Polisse
  - 2012 – Candidatura alla migliore sceneggiatura per Polisse
  - 2016 – Candidatura alla miglior regista per Mon roi - Il mio re
  - 2021 – Miglior regista per DNA - Le radici dell'amore

## Doppiatrici italiane
Nelle versioni in italiano delle opere in cui ha recitato, Maïwenn è stata doppiata da:
- Selvaggia Quattrini in Polisse, Ritratto di famiglia
- Tatiana Dessi in Alta tensione
- Chiara Gioncardi in Pardonnez-moi
- Lavinia Paladino in DNA - Le radici dell'amore
- Claudia Catani in Jeanne du Barry - La favorita del re